# デーオガーオン条約
デーオガーオン条約（デーオガーオンじょうやく、英語：Treaty of Deogaon）は、1803年12月17日にインドのデーオガーオンにおいて、イギリス東インド会社とマラーター同盟の諸侯ボーンスレー家との間に締結された第二次マラーター戦争の講和条約。駐在官の配置や外交上における制限も含まれることから、軍事保護条約とみることもできる。

## 概要
第二次マラーター戦争中、ナーグプルのボーンスレー家はイギリスにより甚大な損害を被り、真っ先に戦線を離脱し、1803年12月17日にデーオガーオンで講和を結んだ。内容は以下のようなものであった。
- カタック、サンバルプル、バラソールなどオリッサ地方及びベラール地方などを領土の約3分の1を割譲する（ただしサンバルプルは1806年まで保持していた）。
- 当主およびその後継者のマラーター同盟からの離脱、他のマラーター首長との関係を禁じる。
- ボーンスレー家はペーシュワー、ニザームとの間で起きたいかなる争いもイギリスの調停を通じて解決する。
- イギリス以外のヨーロッパの国家と関係を持ってはならず、自国からイギリス人以外の外国人を追放する。
- イギリスの駐在官および軍隊を首都ナーグプルに受け入れる。

また、
イギリスにとってこの条約の意義は大きく、オリッサの海岸地帯を併合したことは、カルカッタとマドラスをつなぐ陸路を確保したことを意味した。また、ボーンスレー家が保持していたベラール地方はニザーム藩王国に割譲された。